# Princ Harry, vojvoda Susseški
Princ Henry, vojvoda Susseški (polno ime Henry Charles Albert David), rojen 15. septembra 1984, znan kot princ Harry, je mlajši sin britanskega kralja Karla III. in njegove prve žene, valižanske princese Diane Spencer. V času rojstva je bil tretji v vrsti za britanski prestol, takoj za očetom in starejšim bratom Williamom, vendar je do danes že padel na šesto mesto, saj so ga prehiteli bratovi otroci, nečaki George, Charlotte in Louis.
Po izobraževanju na šolah v Združenem kraljestvu, delno pa tudi v Avstraliji in Lesotu, se je Harry odločil za vojaško kariero. Usposabljal se je na kraljevi vojaški akademiji Sandhurst. Dosegel je vojaški čin korneta in se pridružil kraljevemu regimentu Blues and Royals, kjer je nekaj časa istočasno služil tudi njegov starejši brat William.
V letih 2007 in 2008 je 77 dni služil v Helmandu v Afganistanu, vendar je bil od tam poklican potem, ko je ena izmed avstralskih revij razkrila njegovo prisotnost na tem območju. V letih 2012 in 2013 se je vrnil v Afganistan z zračnim korpusom za 20 tednov. Junija 2015 je vojsko zapustil.
Leta 2014 je uvedel igre Invictus, namenjene invalidnim vojakom, in postal pokrovitelj te fundacije. Obenem je pokrovitelj tudi drugim organizacijam, med katerimi so HALO Trust, London Marathon Charitable Trust, in Walking With The Wounded. Novembra 2017 je bilo objavljeno, da se je zaročil z Meghan Markle. Poročila sta se 19. maja 2018. Nekaj ur pred poroko mu je babica, kraljica Elizabeta II., podelila naziv vojvoda Susseški.

## Zgodnje življenje
Harry se je rodil v bolnišnici St Mary v Paddingtonu v Londonu 15. septembra 1984 ob 16.20 kot drugi otrok prestolonaslednika Charlesa, valižanskega princa, in njegove žene Diane, valižanske princese. Krščen je bil kot Henry Charles Albert David 21. decembra 1984 v kapeli svetega Jurija na gradu Windsor. Krstil ga je nadškof Canterburyja Robert Runcie. Njegovi botri so bili princ Andrew (stric po očetovi strani), Lady Sarah Armstrong Jones, Carolyn Bartholomew (rojena Pride), Bryan Organ, Gerald Ward (nekdanji častnik) in Lady Celia Vestey (rojena Knight).
Diana je želela, da bi Harry in William izkusila več stvari kot prejšnji kraljevi otroci, zato ju je peljala na različna mesta, vse od Disneylanda preko McDonald'sa do klinik za bolnike z AIDS-om in zavetišč za brezdomce. Harry je zgodaj začel spremljati starše na uradnih obisk. Njegova prva čezmorska pot je vodila s starši v Italijo leta 1985.
Starši so se ločili leta 1996, leto dni pozneje pa je mama umrla v prometni nesreči v Parizu. V času njene smrti sta bila Harry in William na gradu Balmoral pri očetu, ki jima je tudi sporočil novico. Na materinem pogrebu je takrat 12-letni Harry šel za njeno krsto skupaj z očetom, bratom, dedkom po očetovi strani in stricem po mamini strani vse od kensingtonske palače do opatije Westminster.

## Izobrazba
Kakor oče in brat se je tudi Harry izobraževal v zasebnih šolah. Začel je v londonskih vrtcu Jane Mynors in mali šoli Wetherby. Nadaljeval je na osnovni šoli Ludgrove, zatem pa po sprejemnih izpitih na kolidž Eton. To je bilo v nasprotju s tradicijo Windsorjev, ki so nadaljevali na Gordonstounu (Harryjev dedek, oče, dva strica in dva bratranca), ampak je sledilo tradiciji družine Spencer, saj sta se na Etonu šolala Dianin oče in brat.
Junija 2003 je Harry zaključil izobraževanje na Etonu. Pri dveh predmetih je bil ocenjen z najvišjo oceno A, pri umetnosti z B in pri geografiji z D. Odlikoval se je v športu, predvsem pri polu in ragbiju. Z dvema A ocenama je bil Harry upravičen, da zaprosi za mesto v britanski vojski. Ena izmed njegovih nekdanjih učiteljic je sicer izjavila, da Harry ni bil bleščeč učenec in da so mu nekateri zaposleni na Etonu pomagali goljufati na preizkusih znanja. Tako Harry kot šola sta to zanikala. Uradno je bilo pozneje priznano le, da je Harry dobil pomoč pri pripravi posebnega projekta, ki ga je potreboval za sprejem na kraljevo vojaško akademijo Sandhurst.
Po opravljenem šolanju si je Harry vzel leto premora in odpotoval v Avstralijo, kjer je kot v preteklosti njegov oče delal na farmi z govedom, sodeloval pa je tudi v tekmi pola med mladimi Angleži in mladimi Avstralci. Pozneje je odpotoval še v Lesoto, kjer je pomagal sirotam, posnel pa je tudi dokumentarni film Pozabljeno kraljestvo (The Forgotten Kingdom).

## Zasebno življenje
Harry uživa v številnih športih, vključno s tekmovalnim polom, smučanjem in motokrosom. Navija za nogometni klub Arsenal. Prav tako navdušeno spremlja ragbi in je podprl kandidaturo Anglije za gostovanje svetovnega prvenstva v ragbiju leta 2015.
V mladosti se ga je prijel sloves upornega mladeniča, v tabloidih so ga označili za divjega otroka. Ko je bil star 17 let, so ga zasačili pri kajenju marihuane, mladoleten je popival s prijatelji in fizično napadal paparace, ki so ga zasledovali v nočnih klubih. V hiši Highgrove House so ga fotografirali na tematski zabavi Colonial and Native, kjer je bil oblečen v uniformo nemškega nacističnega korpusa v Afriki, ki je imela na sebi trak s svastiko. Pozneje se je v javni izjavi opravičil za svoje vedenje.
Januarja 2009 je britanski tabloid News of the World objavil video, ki ga je Harry posnel tri leta prej v Pakistanu. Na njem je prikazal kolega kadeta s turbanom na glavi in ga poklical »Naš mali prijatelj Paki«, uporabil pa je tudi zmerljivko »raghead«. Takratni vodja opozicije David Cameron je izraz opisal kot nesprejemljiv, časopis The Daily Telegraph pa ga je označil za rasističnega. Britanska mladinska muslimanska organizacija Harryja označila za huligana. Iz palače Clarence House je hitro prišlo Harryjevo opravičilo, kjer je dejal, da v njegovih pripombah ni bilo zlobnih namenov. Nekdanji britanski poslanec in marinec Rod Richards mu je stopil v bran in izjavil, da so takšni vzdevki pogosti med vojaškimi tovariši, saj so tudi njega večkrat klicali Taffy, druge so imenovali Yankie, Oz ali Kiwi. V tem primeru je Paki predstavljal okrajšavo za Pakistance, zato v tem primeru ni videl žaljivih namenov.
Med dopustovanjem v Las Vegasu avgusta 2012 so Harryja in neznano mlado žensko fotografirali gola v sobi v hotelu Wynn Las Vegas med igro biljarda. 21. avgusta 2012 je fotografije objavila spletna stran American celebrity website TMZ, naslednji dan pa so se pojavile v medijih po vsem svetu. Fotografije so prikazali ameriški mediji, britanski pa so se jih bali objaviti. Kraljevi svetovalci so sporočili, da se bo palača Clarence House obrnila na pritožbeno komisijo za tisk (PCC), če bodo slike uporabili tudi britanski mediji. Iz palače St James so potrdili, da je na fotografijah res Harry, ki pa je v bistvu žrtev, saj je šlo za vdor v zasebnost, zato so se obrnili na PCC, saj so slišali, da številni britanski časniki razmišljajo o objavi fotografij. 24. avgusta 2012 jih je objavil časopis The Sun.
Ankete, ki so jih naredili v Združenem kraljestvu novembra 2012, so pokazale, da je Harry tretji najbolj priljubljen član kraljeve družine za Williamom in kraljico.

### James Hewitt
Pojavljala so se namigovanja, da je Harry v resnici sin Jamesa Hewitta, s katerim je imela Diana afero. V odgovoru je Hewitt novinarjem povedal, da se je Harry rodil pred začetkom njegove afere z valižansko princeso. Leta 2002 je izjavil:
»Resnično ni nobene možnosti, da bi bil Harryjev oče. Lahko vam zagotovim, da nisem. Res je, da imava podobne rdeče lase in da ljudje pravijo, da sva si podobna. Nikoli nisem spodbujal teh primerjav. Čeprav sem bil z Diano dolgo časa, moram še enkrat za vselej povedati, da nisem Harryjev oče. Ko sva se z Diano spoznala, je bil Harry že malček.«
Izjavo je dal tudi eden izmed Dianinih varnostnikov Ken Wharfe:
»Zlonamerne govorice o resničnem očetu princa Harryja so zelo razjezile Diano. Neumnost je treba končati tukaj in zdaj. Harry se je rodil 15. septembra 1984. Z Diano se nista srečala pred poletjem 1986. Rdeči lasje, ki naj bi bili dokaz, so lastnost družine Spencer.«

### Razmerja
Chelsy Davy, hči poslovneža Charlesa Davyja iz Zimbabveja, je bila v intervjuju za 21. rojstni dan omenjena kot njegovo dekle. Harry je izjavil, da bi »... rad vsem povedal, kako čudovita je, a ko začnem govoriti o tem, se preveč odprem. Obstaja resnica in obstajajo laži o tem, vendar ne smem povedati resnice.« Davy je bil prisoten na slovesnostih, ko je Harry prejel medaljo za svoje služenje v Afganistanu in ko je prejel odlikovanje od svojega očeta. V začetku leta 2009 je bilo sporočeno, da se je par po petih letih poznanstva razšel.
Maja 2012 je Harry preko sestrične princese Eugenie spoznal Cressido Bonas. 30. aprila 2014 je bilo objavljeno, da se je par prijateljsko razšel.
8. novembra 2016 je kensingtonska palača potrdila, da je princ Harry že nekaj mesecev v zvezi z ameriško igralko Meghan Markle. Septembra 2017 sta se prvič pojavila skupaj v javnosti na uradnem kraljevem nastopu ob otvoritveni slovesnosti iger Invictus v Torontu. 27. novembra 2017 sta Clarence House in kensingtonska palača oznanili, da sta se Marklova in princ zaročila. Poroka je načrtovana za maj 2018 v kapeli svetega Jurija v windsorskem gradu. Po poroki nameravata živeti na posestvu kensingtonske palače Nottingham Cottage v Londonu. Zaročni prstan, ki ga je Harry dal Meghan, vsebuje tri diamante. Dva izmed njih sta pripadala Harryjevi materi princesi Diani. Poročila sta se v kapeli svetega Jurija na gradu Windsor 19. maja 2018. Naselila sta se na posestvu kensingtonske palače Nottingham Cottage v Londonu.
4. junija ob 11.40 je z Meghan Markle dobil drugega otroka, ta je punčka z imenom Lilibet Diana. Ima tudi starejšega bratca Arturja, ki se je rodil 6. maja 2019 ob 5.26.

### Duševno zdravje in pomoč
V intervjuju za The Daily Telegraph leta 2017, ob 20-letnici Dianine smrti, je Harry priznal, da je potreboval psihološko podporo, da se je lahko končno sprijaznil z materino smrtjo, s čimer se je boril še v svojih poznih dvajsetih letih. Dejal je, da sta prvi dve leti po njeni smrti zanj predstavljali popoln kaos.